# Cortes de la Frontera (kommunhuvudort)
Cortes de la Frontera är en kommunhuvudort i Spanien.   Den ligger i provinsen Provincia de Málaga och regionen Andalusien, i den södra delen av landet, 400 km söder om huvudstaden Madrid. Cortes de la Frontera ligger 626 meter över havet och antalet invånare är 3 579.
Terrängen runt Cortes de la Frontera är kuperad åt sydväst, men åt nordost är den bergig. Terrängen runt Cortes de la Frontera sluttar söderut. Runt Cortes de la Frontera är det glesbefolkat, med 19 invånare per kvadratkilometer. Närmaste större samhälle är Ubrique, 11,4 km nordväst om Cortes de la Frontera. 